# 社区服务

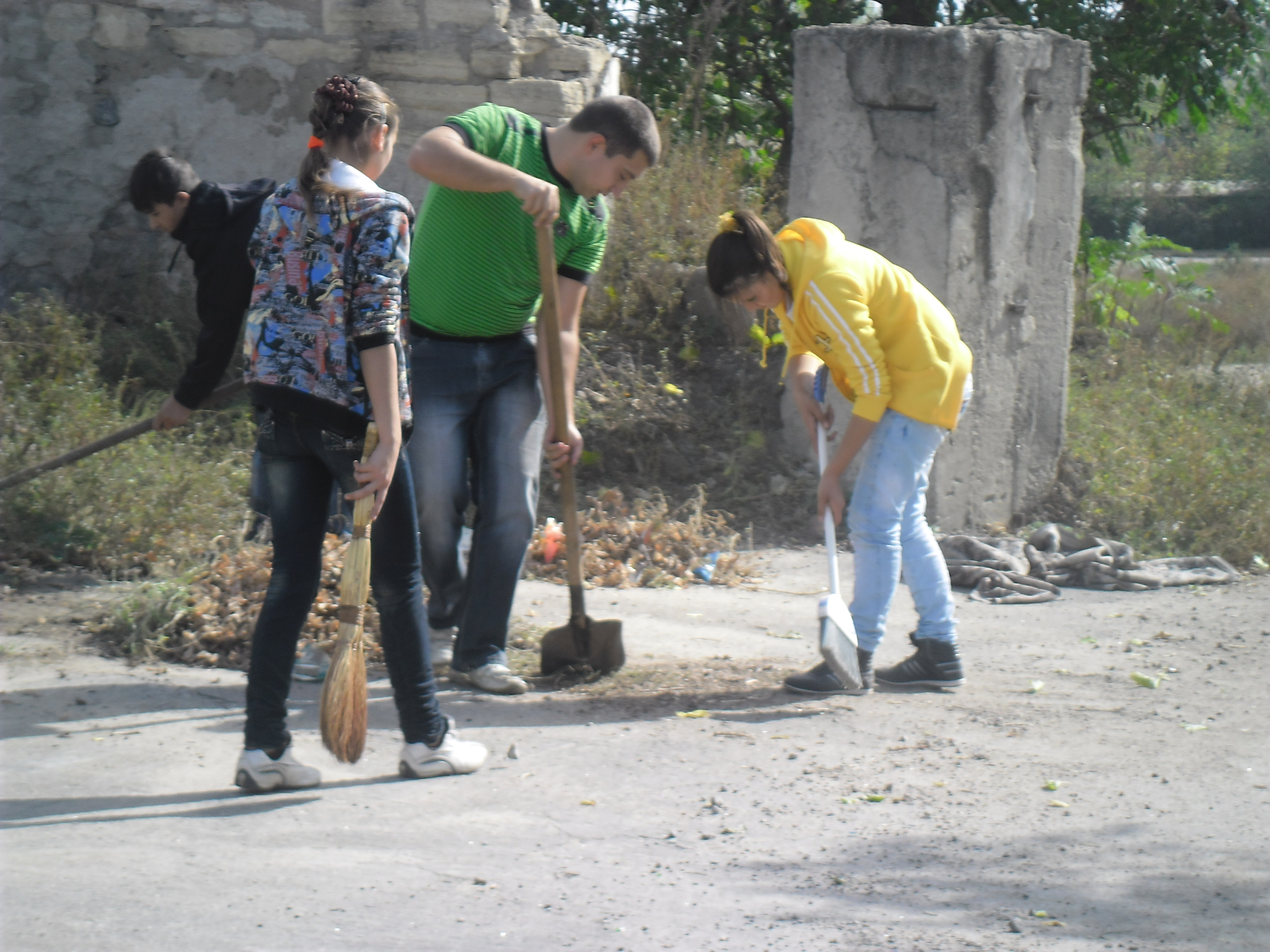
志工在社區服務

社区服务是指一个人或一群人在没有獲得任何形式的报酬的情况下，为改善社区和增進社區居民福祉而无偿工作。與志愿者服务不同，社区服务的参与者不一定是自愿的，可能是出于公民身份、法院判决、学校或班级要求等原因而参与。